# Liv Jagge-Christiansen
Liv Jagge-Christiansen (geborene Christiansen; * 25. Februar 1943 in Oslo) ist eine ehemalige norwegische Skirennläuferin.

## Biographie
Liv Christiansen vertrat Norwegen zwischen 1960 und 1964 bei zwei Olympischen Winterspielen und drei Weltmeisterschaften, wobei zu dieser Zeit Olympische Winterspiele auch als Weltmeisterschaften gewertet wurden.
Ihr bestes Ergebnis erzielte sie bei den Spielen 1964 in Innsbruck mit Rang 7 im Slalom. In der Alpinen Kombination, welche nur als Weltmeisterschaft gewertet wurde, belegte sie den 10. Platz.
Nach dem Ende ihrer Karriere heiratete sie den Tennisspieler Fin Dag Jagge. Der gemeinsame Sohn Finn Christian Jagge war ebenfalls als Skirennläufer aktiv.

## Erfolge

### Olympische Winterspiele
- Squaw Valley 1960: 24. Riesenslalom, 30. Abfahrt, DNF Slalom
- Innsbruck 1964: 7. Slalom, 29. Abfahrt, 29. Riesenslalom

### Weltmeisterschaften
- Squaw Valley 1960: 24. Riesenslalom, 30. Abfahrt, DNF Slalom
- Chamonix 1962: 22. Riesenslalom[2], DNF Slalom[3]
- Innsbruck 1964: 7. Slalom, 10. Alpine Kombination, 29. Abfahrt, 29. Riesenslalom